# Graphidipus poba
Graphidipus poba är en fjärilsart som beskrevs av Paul Dognin 1898. Graphidipus poba ingår i släktet Graphidipus och familjen mätare. Inga underarter finns listade i Catalogue of Life.